# Peter Thomann

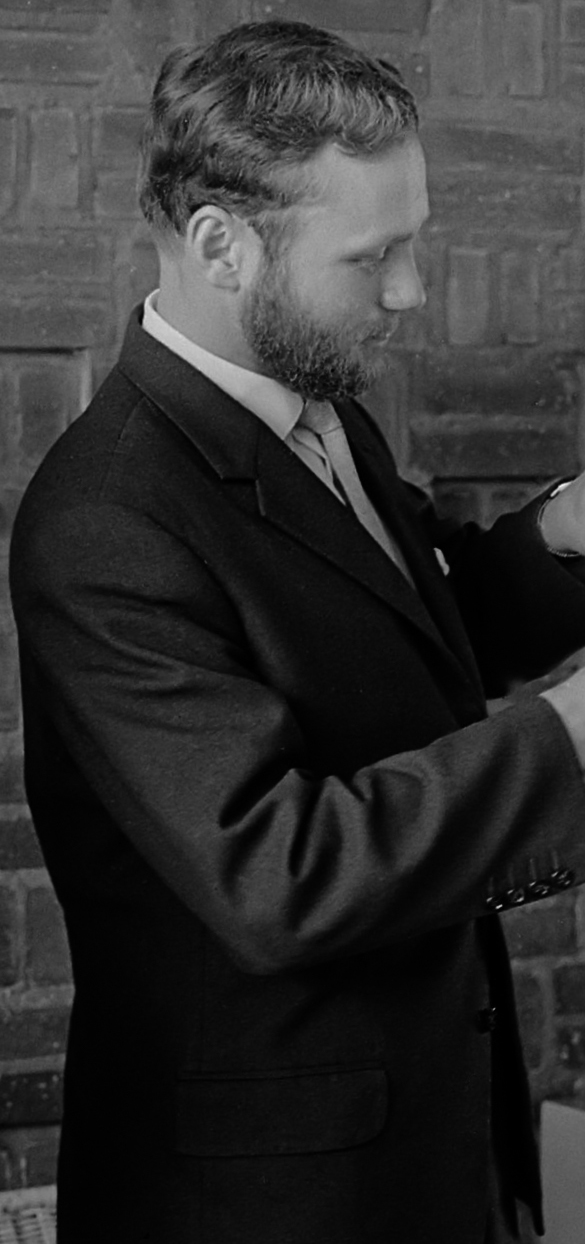
Peter Thomann (1964)

Peter Thomann (* 2. Juli 1940 in Berlin) ist ein deutscher Fotokünstler und Fotojournalist.

## Leben
Peter Thomann ist Sohn des Künstlerehepaars Ernst Thomann und Margret Thomann-Hegner. Aufgewachsen in Emmendingen in Südbaden, absolvierte Thomann von 1956 bis 1959 eine Fotografen-Lehre in einem örtlichen Fotostudio. Ab 1960 bis 1965 studierte er Bildjournalistik bei Otto Steinert an der Folkwangschule für Gestaltung in Essen. Von 1968 bis 2005 war Thomann als fester Angestellter des Magazins Stern für weltweite Fotoreportagen tätig. In seinen Arbeiten als Freischaffender setzt Thomann überwiegend die klassische analoge Schwarzweißfotografie ein. Eines seiner Lieblingsmotive dabei sind Pferde. Häufig ist seinen Bildern auch eine Spur Ironie zu eigen. Seine Werke wurden und werden auf zahlreichen Ausstellungen im In- und Ausland präsentiert und befinden sich in verschiedenen Museen und privaten Sammlungen. Thomann hat außerdem mehrere Bildbände veröffentlicht. Er ist Mitglied der Deutschen Gesellschaft für Photographie.
Peter Thomann lebt in Hamburg.

## Auszeichnungen
Bereits während seines Studiums wurde Thomann 1963 für sein (in der Wildpferdebahn „Merfelder Bruch“ aufgenommenes) Bild „Stute mit Fohlen“ (englisch Mare with foal, später bekannt geworden als „The Soul of a Horse“) mit dem 1. World Press Photo Award in der Kategorie „Features“ ausgezeichnet, darüber hinaus wurde ihm dafür der Preis der Publikumsjury für das beste Foto des Jahres zuerkannt. Nach den Worten von Adolf Clemens ist es inzwischen eine „fotografische Ikone“ geworden, 1996 wurde es als „meistkopiertes Foto aller Zeiten“ ins Guinness-Buch der Rekorde aufgenommen.
Auch viele seiner Reportagen erhielten Preise bei nationalen und internationalen Wettbewerben:
- 1963: 1. Preis World Press Photo Award und erster Publikumspreis für das Bild "Stute mit Fohlen"
- 1964: 1. Preis World Press Photo Award, Kategorie „Künstlerisches Pressefoto“
- 1965: Silberpokal beim 1. Cannes-Fotofestival
- 1982: 3. Preis beim „World Press Photo“-Wettbewerb, Kategorie „Kunst und Wissenschaft“
- 1986: Kulturpreis der Stadt Emmendingen
- 1993: Kodak Fotobuch-Preis für den Band „Pferde-Horses-Chevaux“
- 1998: Kodak Fotokalender-Preis in Bronze
- 2000: „General Winner“ bei der „M.I.L.K. Photography Competition“ in Auckland